# Rigarda
Rigarda (în catalană Rigardà) este o comună în departamentul Pyrénées-Orientales din sudul Franței. În 2009 avea o populație de 363 de locuitori.

## Evoluția populației
| An        | 1975 | 1982 | 1990 | 1999 | 2006 | 2009 |
| --------- | ---- | ---- | ---- | ---- | ---- | ---- |
| Populație | 135  | 144  | 164  | 219  | 307  | 363  |